# 林賽·格雷厄姆

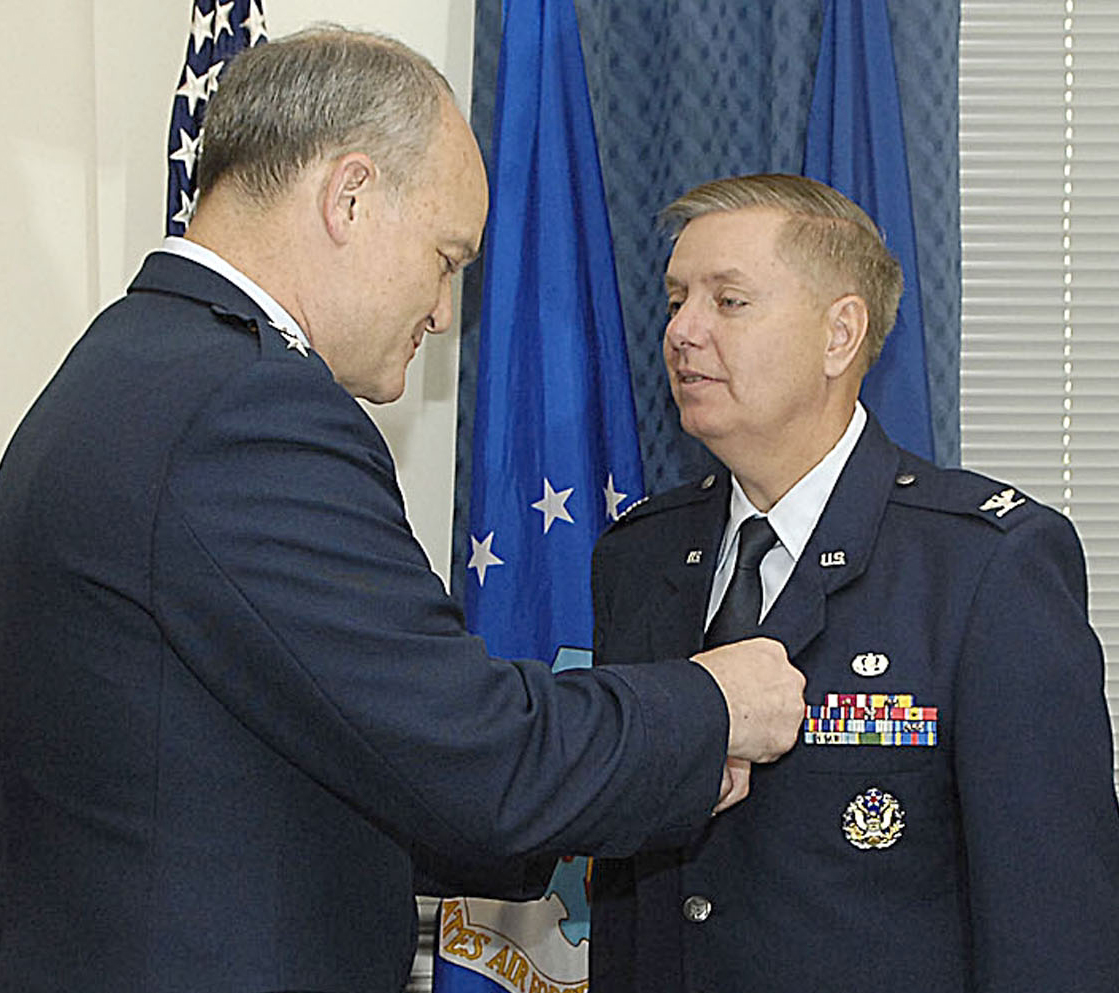
格雷厄姆空軍上校（右）接受美國空軍軍法署贈勳

林賽·奧林·格雷厄姆（英語：Lindsey Olin Graham；1955年7月9日—），美國共和黨政治人物、美國空軍退役上校，現任美國參議院南卡罗来纳州資深參議員。格雷厄姆參議員是終身的共和黨成員，他在美國保守聯盟獲得了80.31％的得分。
格雷厄姆是南卡羅來納人。1981年，格雷厄姆從南卡羅來納大學法學院獲得了法學博士學位。1982年至1988年，他在美軍服役，之後在西德工作。後來，他在美國空軍預備役司令部的全部服務幾乎與他的國會生涯同時進行。2014年，他因優異的表現被授予銅星勳章。
格雷厄姆於1993年至1995年在南卡羅來納州眾議院任職前，曾擔任私人執業律師。1995年至2003年，他曾三次代表南卡羅來納州當選為美國眾議院議員。2002年，在斯特羅姆·瑟蒙德宣布退休後，格雷厄姆在南卡羅來納州美國參議院勝選。他在2008年贏得了第二屆，在2014年贏得了第三屆。
格雷厄姆是美國空軍預備役退役上校，以提倡強大的國防和積極的干預主義外交政策而聞名於參議院。最初，他還以兩黨同盟而聞名，並與民主黨人一起在競選財務改革，禁水令，移民改革和司法候選人等問題上合作。他批評茶黨運動，主張建立一個更具包容性的共和黨。
他是對2016年唐納·川普競選直言不諱的共和黨籍批評者，並宣布他不支持川普。他就川普對其好友約翰·麥凱恩參議員的評論持懷疑態度。2017年3月以來，格雷厄姆改變了對川普的立場，並成為總統的堅定盟友，經常發表公開聲明為他辯護。他的一轉攻勢使雙方都感到驚訝，並引起了媒體的廣泛關注。

## 美國國會

### 任內
1997年，格雷厄姆對眾議院議長紐特·金里奇的領導表示反對。
克林頓總統遭到彈劾期間，格雷厄姆是眾議院司法委員會成員。他是委員會中唯一一个對任何彈劾條款均投反對票的共和黨人，他問道：“這是水門事件還是佩頓廣場？”1998年12月18日，格雷厄姆就比爾·克林頓被彈劾發表講話，同時討論了對尼克松和其他總統進行彈劾的理由。
2015年5月18日，格雷厄姆宣布競選2016年美國總統，並於6月1日在他的家鄉南卡羅來納州中央正式宣布參選，但由於民調支持度低，其後退選。在選舉期間，他拒絕支持共和黨候選人唐納·川普。
在2018年9月27日美国参议院司法委员会为大法官提名人布雷特·卡瓦诺和指控他性侵犯行为的福特教授召开的特别美国国会听证会上，轮到格雷厄姆参议员提问时，他发表了一段约为四分半钟的慷慨陈词，支持被提名的布雷特·卡瓦诺。“如果你们真的想要FBI查清楚事实，你们应该来找我们（司法委员会其他委员）。你们想要的就是摧毁这个人的生活，让这个位置一直空缺，然后希望你们自己赢下2020年美国大选。我给索托马约尔和卡根投过赞成票，我绝不会像你们对待卡瓦诺一样对待他们。这是我从政以来见过的最不道德的政治败坏。”这段影片獲美国各大媒体纷纷报道，一时间格雷厄姆好评如潮。
格雷厄姆堅定主張在烏克蘭對抗俄羅斯之戰中增加對烏軍事援助。
2023年5月26日，烏克蘭總統辦公室發布格雷厄姆和烏克蘭總統泽连斯基會面的經剪輯影片。在影片中，格雷厄姆說道：「俄羅斯人正在死去。」接著表示美國提供的援助是「我們花過最值得的錢」。5月28日，俄羅斯調查委員會表示，將對格雷厄姆的發言進行犯罪調查，但未說明他涉及的罪行。在俄羅斯當局批評這些言論是讚揚花錢殺害俄羅斯人後，烏克蘭當局公開了完整的會面影片，證實兩句話間沒有關聯。對於俄羅斯當局批評他支持乌克兰的言論，格雷厄姆提出反駁，表示他只是讚揚烏克蘭人在美國政府提供的援助下抵抗俄羅斯入侵的精神。5月29日，俄羅斯內政部將格雷厄姆列入通緝名單。

### 委員會
在眾議院任職期間，格雷厄姆曾在以下委員會任職：
- 國際關係委員會（1995－1998年）
- 教育和勞動力委員會（1995－2002年）
- 司法委員會（1997－2002年）
- 美國眾議院軍事委員會（1999－2002年）

## 2022年訪台─推銷波音787客機
2022年4月，葛瑞姆搭乘美國行政專機訪台，獲時任中華民國總統蔡英文接見，葛瑞姆發言：「我們希望您購買波音787客機。波音公司所生產的客機，希望能賣給台灣的華航，雙方有更多商業往來，關係就會越來越堅強。」而在場即時口譯並沒有將此部分發言內容翻譯成中文，引起台灣輿論熱議。

## 荣誉

### 外国勋章奖章
- 二等智者雅罗斯拉夫王公勋章（乌克兰，2023年9月4日公布[7]）

## 外部連結
- 林賽·格雷姆參議員 （页面存档备份，存于）參議院官方網站
- 林賽·格雷姆總統競選官方網站 （页面存档备份，存于）

- Background and collected news at The Washington Post
- 美國國會國家人物傳記大辭典中的傳記
- 由華盛頓郵報維護的投票記錄
- 智慧投票计划中的傳記、投票紀錄及利益集團評級
- Congressional profile at GovTrack
- Congressional profile at OpenCongress
- Issue positions and quotes at On the Issues
- Financial information at OpenSecrets.org
- Staff salaries, trips and personal finance at LegiStorm.com
- 聯邦選舉委員會中的競選財務報告和數據
- Appearances on C-SPAN programs
- 查理·羅斯訪談錄上的出場
- 網路電影資料庫上的亮相頁面
- Collected news and commentary at The New York Times
- Works by or about 林賽·格雷厄姆 in libraries (WorldCat catalog)
- Profile at Ballotpedia
- 中的“林賽·格雷厄姆”
- C-SPAN內的頁面（英文）

更多阅读
- "Swing Conservative: The perilous bipartisanship of Lindsey Graham.", Washington Monthly, April 2005
- "The American Ghosts of Abu Ghraib" （页面存档备份，存于）, Sam Provance, Consortium News, March 2007
- "Lindsey Graham: Not a Nuclear Wussypants" （页面存档备份，存于）, Kate Sheppard, Mother Jones, October 2009
- "As the World Burns" （页面存档备份，存于）, Ryan Lizza, The New Yorker, October 2010
- "Lindsey Graham: The Senate's Republican Deal Maker" （页面存档备份，存于）, Matthew Kaminski, The Wall Street Journal, June 2013
- "Who can beat Lindsey Graham?" （页面存档备份，存于）, Peter Hamby, CNN, August 2013
- "Lindsey Graham Stares Down the Tea Party", Corey Hutchins, Free Times, April 2014

}
| 美国众议院               | 美国众议院                                                                            | 美国众议院               |
| ------------------------ | ------------------------------------------------------------------------------------- | ------------------------ |
| 前任者： 巴特勒·德里克   | 南卡羅來納州第三國會選區 眾議院議員 1995年－2003年                                    | 繼任者： 格雷沙姆·巴雷特 |
| 政党职务                 |                                                                                       |                          |
| 前任者： 斯特罗姆·瑟蒙德 | 美國參議員南卡羅來納州共和黨被提名人 （第2類） 2002年、2008年、2014年、2020年         | 最新的                   |
| 美国参议院               |                                                                                       |                          |
| 前任者： 斯特罗姆·瑟蒙德 | 南卡羅來納州第2類參議員 2003年－ 與厄內斯特·霍林斯、吉姆·德敏特、 蒂姆·斯科特同時在任 | 現任                     |
| 前任者： 查克·葛雷斯利   | 参议院司法委员会主席 2019–2021                                                        | 繼任者： 迪克·德賓       |
| 前任者： 伯尼·桑德斯     | 参议院预算委员会高阶委员 2021—至今                                                    | 現任                     |
| 美國排位名單             |                                                                                       |                          |
| 前任者： 麗莎·穆爾科斯基 | 美國參議員資歷 第15位                                                                 | 繼任者： 約翰·圖恩       |